# Az egykori polgári fiúiskola épülete (Kaposvár)
Az egykori polgári fiúiskola 1832-ben megnyílt épülete a kaposvári belváros egyik értékes műemléke. Helyén 1715 óta mindig iskola működött, ma a Nagyboldogasszony Római Katolikus Gimnáziumhoz tartozó általános iskola található itt. A Kossuth tér északkeleti oldalán, közvetlenül a Nagyboldogasszony-székesegyház mellett, a Fő utca nyugati végén álló épület kosáríves nyílású főkapuja a késő barokk kort idézi, a földszint többi része klasszicista, míg az emelet eklektikus stílusjegyeket hordoz. Bejárata felett a következő felirat olvasható: „A haza kis polgárainak – 1832”.

## Története
Az 1700-as évek elején csaknem teljesen elpusztult Kaposvár fejlődése az 1712-es újratelepítési engedély kiadásával kezdődött meg. 1715-ben már megalakult a plébánia, és ugyanebben az évben nyílt meg a város első (római katolikus) iskolája is, azon a helyen, ahol ma ez az épület áll. A fából készült, szűk iskola azonban hamar tönkrement, ezért 1748-ban a főtérre egy téglából készült, nádtetős, tornyos, tornácos házat emeltek, de néhány évtized múlva ennek állapota is leromlott. 1788-ban királyi rendeletre úgynevezett nemzeti iskola nyílt itt, de a 19. század elejére már a tornác is leszakadt, a kerítés hiányzott, düledeztek a melléképületek, az egyik osztályterem födémét pedig alá is kellett dúcolni, nehogy beomoljon. 1811-ben a vármegyei közgyűlés elrendelte, hogy készítsék el egy új iskolaépület terveit, ám az építkezés még sokáig nem kezdődött meg. 1819-től már a diákok sem fértek el a régi épületben, ezért bevezették a délelőtti és délutáni oktatást, hamarosan pedig a városháza egyik termében is tanítani kezdtek. Az új épülethez a téglákat és a cserepeket Mosdósról szerezték be, az ottani mesternek a fizetségen felül két akó vörösbort is ígértek az áruért.
A régi épület bontása 1829 májusában kezdődhetett el, majd ezt követően nekiláttak az új iskola kivitelezésének is. Bár néhány hónap alatt szinte teljesen elkészült az épület, a befejezésre és a végleges megnyitásra csak 1832-ben került sor. Amíg az építkezés tartott, többek között a városházán berendezett kocsma vendégszobáját is oktatási célokra vették igénybe. Az új épület is a katolikusoké volt, kezdetben csak a földszinten tanítottak, az emeleten a tanítók laktak, később az emeleten is egyre inkább oktatási munka folyt.
Az 1880-as években Lencz Sándor irányításával kissé átalakították az épületet, később pedig tetőterét is beépítették. 1881-ben az újonnan megalakult kaposvári református gyülekezet ebben az iskolában tartotta meg első istentiszteletét, majd 1905-ben a polgári fiúiskola kezdte meg működését benne. 1906 végén Rippl-Rónai József jótékony célú kiállítást nyitott meg az épületben, 1913-ban pedig itt alakult meg az első kaposvári cserkészcsapat. Az első világháború után az iskola elé (és a város néhány más pontjára is) tetőteraszos bazársort építettek, ezeket azonban a 20. század második felében lebontották. 1938-ban hadgyakorlatra bevonult katonák kaptak szállást az épületben, később pedig működött itt munkásgimnázium, iparostanonc-iskola, siketnéma-intézet, kollégium és mezőgazdasági szakközépiskola is, majd 1993-ban ismét katolikus általános iskola költözött falai közé. A kapu fölötti, a „haza kis polgárai”-ra utaló feliratot még az 1950-es években eltávolították, mivel a „kis polgár” szókapcsolatot az akkori eszmerendszerben nem szívesen látott „kispolgár”-nak értelmezték, ám 1972-ben visszakerült a felirat.

## Híres tanulói és tanárai
- Itt tanult 1911 őszétől Fekete István író, akire itt figyeltek fel tanárai, hogy tehetsége van az íráshoz.[2]
- Itt járta ki az első osztályt Nagy Imre miniszterelnök.[2]
- Itt tanult a 20. század elején Lovrits Kálmán festőművész.[2]
- Itt tanított Pazsiczky Sándor festőművész.[2]
- Itt tanított Mudin Imre súlylökő olimpikon.[2]

## Kapcsolódó szócikk
- Nagyboldogasszony Római Katolikus Gimnázium